# ケンタッキー州議会
ケンタッキー州議会（しゅうぎかい、Kentucky General Assembly）は、アメリカ合衆国ケンタッキー州の立法府。上院と下院の二院制である。
州都フランクフォートにある州会議事堂で毎年常会が開かれる。常会は1月の第1月曜日の次の火曜日に開会される。奇数年の常会は60日を上回ったことがなく、4月15日より後には延長できない。偶数年では30日を上回らず、3月30日より後には延長できない。臨時会は州知事がいつでも、どの程度の期間でも召集することができる。

## 歴史
州昇格後、最初の議会は、1792年に開かれた。議員たちは、一時的な州都であったレキシントンに集まった。最初の議題は、恒久的な州都の選定であった。最終的に、議会を収容する仮の建物と恒久的な建物を建設するための資材を提供するという申し出のあったフランクフォートという小さな町が選ばれ、以来州都はそこに置かれた。
ケンタッキー州で女性参政権が獲得されると、メアリー・エリオット・フラネリーはケンタッキー州ボイド郡の第89区から下院議員に選出された。1922年1月に選出されたフラネリーは、ケンタッキー州で選出された初の女性州議会議員であり、メイソン＝ディクソン線以南で選出された初の女性議員でもあった。
ボプトロット作戦は、1992年から1995年にかけて12人以上の議員を有罪に導いた。また、この調査によって1993年に改革法案が可決された。

### 南北戦争
ケンタッキー州では市民や選挙で選ばれた議員の大多数が北軍派であったため、南北戦争中も公式には中立を保っていた。それでも南軍派が1861年11月にラッセルヴィルで会合を開き、南軍政府を樹立した。このグループはボーリンググリーンに南軍の州都を置いたが、選挙で選ばれたフランクフォートの議会を追い出すことはできなかった。

### ゴーベル知事暗殺
1899年の州知事選挙では、議会が決定的な役割を果たした。当初の得票数では、共和党のウィリアム・S・テイラーが民主党のウィリアム・ゴーベルを僅か2,383票差でリードしていたが、議会は選挙紛争における最終的な権限を行使した。両院で多数を占める民主党は、ゴーベルに選挙権を与えるのに十分な票を無効にしようとした。その後争いが続く中、正体不明の暗殺者が州議事堂に近づいたゴーベルを射殺した。
ゴーベルが死の淵をさまよう中、フランクフォートでは混乱が起こり、さらなる暴力が危惧された。選挙の最終決定が出るまで州知事を務めていたテイラーは、民兵を招集し、臨時議会をフランクフォートではなく、共和党の多いケンタッキー州ロンドンで開くよう命じた。民主党は予想通りこの招集に抵抗し、多くは代わりにルイビルに引き揚げた。両派とも権限を主張したが、共和党は人数が少なすぎて定足数を満たすことができなかった。
ゴーベルは致命的な銃弾を受けた4日後に死亡し、選挙は最終的に連邦最高裁判所まで争われたが、連邦最高裁判所は議会の行為を合法とし、ゴーベルの副知事であったJ・C・W・ベッカムを州知事とした。

## 両院制
ケンタッキー州議会は、上院と下院からなる両院制を採用している。上院と下院の議場は州会議事堂3階の両端に位置し、別館に事務局が置かれている。
州憲法33節には、州議会を38議席からなる上院と100議席からなる下院とを設置することを求めている。また、選挙区は区ごとの人口ができるだけ等しくなるよう区割りをするように求められている。また、選挙区には1つ以上の郡が含まれていなければならず、その郡は隣接している必要がある。区割りは10年ごとに見直されるが、その必要がなければ維持しても良い。
憲法下で、以下の3郡のみが上院の選挙区で分割されている。ジェファーソン郡（ルイビル）、ファイエット郡（レキシントン）、ケントン郡（コビントン）。

### 上院

#### 任期と被選挙権
- 30歳以上であること
- ケンタッキー州民であること
- 州に6年以上居住し、その選挙区で選挙の1年以上前から生活していること

ケンタッキー州憲法第30条に基づき、上院議員は4年の任期をずらして選出され、上院議員の半数は2年ごとに改選される。

#### 上院の役職
1992年の憲法改正以前は、ケンタッキー州副知事が上院の議長を務めていたが、1992年の憲法改正により、38名の上院議員のうち1名が議長に就任する上院議長職が新設された。
- 上院議長   （全会一致で選出）: ロバート・スティバース
- 上院仮議長（全会一致で選出）: デビッド・P・ギブンズ

さらに、各党は院内総務、院内幹事、院内議員総会幹事を選出する。
| ケンタッキー州上院の現役職 | ケンタッキー州上院の現役職 | ケンタッキー州上院の現役職 |
|                            | 共和党                     | 民主党                     |
| -------------------------- | -------------------------- | -------------------------- |
| 院内総務                   | Damon Thayer (R-17)        | Gerald Neal (D-33)         |
| 院内幹事                   | Mike Wilson (R-32)         | David Yates (D-37)         |
| 院内議員総会幹事           | Julie Raque Adams (R-36)   | Reggie Thomas (D-13)       |

### 下院

#### 任期と被選挙権
- 24歳以上であること
- ケンタッキー州民であること
- 州に2年以上居住し、選挙日の1年以上前から選挙区で生活していること

ケンタッキー州憲法第30条に基づき、代表は2年に1度、議会定例会の翌年11月に選出される。

#### 下院の役職
- 下院議長   （全会一致で選出）： デビッド・オズボーン
- 下院仮議長（全会一致で選出）： デビッド・ミード

さらに、各党は院内総務、院内幹事、院内議員総会幹事を選出する。
| ケンタッキー州下院の現役職 | ケンタッキー州下院の現役職 | ケンタッキー州下院の現役職 |
|                            | 共和党                     | 民主党                     |
| -------------------------- | -------------------------- | -------------------------- |
| 院内総務                   | Steven Rudy (R-1)          | Derrick Graham (D-57)      |
| 院内幹事                   | Jason Nemes (R-33)         | Rachel Roberts (D-67)      |
| 院内議員総会幹事           | Suzanne Miles (R-7)        | Cherlynn Stevenson (D-88)  |

## 常任委員会

### 上院の常任委員会
- 農務委員会
- 歳出・歳入委員会 
  - 上院経済開発・観光、天然資源、環境保護担当予算審査小委員会
  - 上院教育予算審査小委員会
  - 上院政府・財政・公共保護予算審査小委員会
  - 上院保健・家族サービス予算審査小委員会
  - 上院司法予算審査小委員会
- 銀行・保険委員会
- 委員会に対する委員会
- 経済開発・観光・労働委員会
- 教育委員会

- 入学管理委員会
- 家族・児童部門委員会

- 保健サービス部門委員会
- 司法委員会
- 免許・職業・行政規制委員会
- 天然資源・エネルギー委員会
- 規則委員会
- 州・地方政府委員会
- 運輸委員会
- 退役軍人・軍事・公共保護委員会

### 下院の常任委員会
- 農業委員会
- 歳出歳入委員会  
  - 下院経済開発・公共保護・観光・エネルギー担当予算審査小委員会
  - 下院一般政府予算審査小委員会
  - 下院保健・家族サービス予算審査小委員会
  - 下院司法・治安・司法担当予算審査小委員会
  - 下院人事・退職・財務予算審査小委員会
  - 下院中等後教育予算審査小委員会
  - 下院初等中等教育・労働力投資予算審査小委員会
  - 下院運輸担当予算審査小委員会
- 銀行・保険委員会
- 委員会に対する委員会
- 経済開発・労働力投資委員会
- 教育委員会
- 選挙・憲法・政府間問題委員会
- 入学管理委員会
- 家族・児童部門委員会
- 保健サービス委員会
- 司法委員会
- 許認可、職業、行政規制委員会
- 地方自治体委員会
- 天然資源・エネルギー委員会
- 規則委員会
- 中小企業・情報技術委員会
- 州政府委員会
- 観光・野外レクリエーション委員会
- 交通委員会
- 退役軍人、軍事、公共保護委員会

## 立法調査委員会
ケンタッキー州議会は、立法調査委員会（LRC）と呼ばれる16人の超党派機関によって運営されている。1948年に設立されたLRCは、委員会のスタッフ派遣、法案の起草、州予算と教育改革の監督、教材の作成、参考図書室とインターネット・サイトの維持管理、調査報告書、情報速報、議会新聞の作成と印刷など、スタッフと調査による議会支援を提供している。上下両院の民主・共和両党の選挙で選ばれた指導部が主導し、日々の運営はディレクターが行っている。